# Echiniscus carsicus
Echiniscus carsicus är en djurart som tillhör fylumet trögkrypare, och som beskrevs av Mihelcic 1966. Echiniscus carsicus ingår i släktet Echiniscus och familjen Echiniscidae. Inga underarter finns listade i Catalogue of Life.